# Campioni italiani assoluti di atletica leggera - Corsa in montagna maschile
Questa pagina raccoglie un elenco di tutti i campioni italiani dell'atletica leggera nella corsa in montagna, disciplina per la quale si disputa il campionato nazionale dal 1976.

## Albo d'oro
| Anno | Atleta (società)                                     | Prestazione |
| ---- | ---------------------------------------------------- | ----------- |
| 1976 | Giovanni Mostacchetti ?                              |             |
| 1977 | Andrea Giupponi ?                                    |             |
| 1978 | Claudio Simi ?                                       |             |
| 1979 | Giovanni Rovedatti ?                                 |             |
| 1980 | Claudio Simi ?                                       |             |
| 1981 | Privato Pezzoli ?                                    |             |
| 1982 | Claudio Galeazzi ?                                   |             |
| 1983 | Fausto Bonzi ?                                       |             |
| 1984 | Fausto Bonzi ?                                       |             |
| 1985 | Fausto Bonzi ?                                       |             |
| 1986 | Fausto Bonzi ?                                       |             |
| 1987 | Alfonso Vallicella ?                                 |             |
| 1988 | Dino Tadello ?                                       |             |
| 1989 | Fausto Bonzi ?                                       |             |
| 1990 | Severino Bernardini ?                                |             |
| 1991 | Costantino Bertolla ?                                |             |
| 1992 | Davide Milesi ?                                      |             |
| 1993 | Adriano Pezzoli ?                                    |             |
| 1994 | Andrea Agostini ?                                    |             |
| 1995 | Davide Milesi ?                                      |             |
| 1996 | Lucio Fregona ?                                      |             |
| 1997 | Antonio Molinari ?                                   |             |
| 1998 | Antonio Molinari ?                                   |             |
| 1999 | Antonio Molinari ?                                   |             |
| 2000 | Antonio Molinari ?                                   |             |
| 2001 | Antonio Molinari ?                                   |             |
| 2002 | Marco De Gasperi Gruppo Sportivo Forestale           |             |
| 2003 | Marco De Gasperi Gruppo Sportivo Forestale           |             |
| 2004 | Marco De Gasperi Gruppo Sportivo Forestale           |             |
| 2005 | Marco Gaiardo Atletica Trento                        |             |
| 2006 | Marco Gaiardo Gruppo Sportivo Orecchiella Garfagnana |             |
| 2007 | Marco Gaiardo Gruppo Sportivo Orecchiella Garfagnana |             |
| 2008 | Bernard Dematteis Podistica Valle Varaita            |             |
| 2009 | Martin Dematteis Podistica Valle Varaita             |             |
| 2010 | Martin Dematteis Podistica Valle Varaita             |             |
| 2011 | Martin Dematteis Centro Sportivo Esercito            |             |
| 2012 | Bernard Dematteis Centro Sportivo Esercito           |             |
| 2013 | Bernard Dematteis Podistica Valle Varaita            |             |
| 2014 | Bernard Dematteis Podistica Valle Varaita            |             |
| 2015 | Xavier Chevrier Atletica Valli Bergamasche Leffe     |             |
| 2016 | Bernard Dematteis Corrintime                         |             |
| 2017 | Xavier Chevrier Atletica Valli Bergamasche Leffe     |             |
| 2018 | Bernard Dematteis Corrintime                         |             |
| 2019 | Cesare Maestri Atletica Valli Bergamasche Leffe      |             |
| 2020 | Cesare Maestri Atletica Valli Bergamasche Leffe      |             |
| 2021 | Cesare Maestri Atletica Valli Bergamasche Leffe      |             |
| 2022 | Cesare Maestri Atletica Valli Bergamasche Leffe      |             |
| 2023 | Cesare Maestri Atletica Valli Bergamasche Leffe      |             |
| 2024 | Isacco Costa La Recastello Radici Group              |             |